# 荊爾植
荊爾植（16世紀—17世紀），字砥瀾，山西平陽府蒲州臨晉縣人，明朝政治人物。

## 生平
荊爾植是天啟七年（1627年）山西鄉試舉人，崇禎元年（1628年）聯捷進士，獲授滕縣知縣。當時有大盜張鳳翼劫掠鄉里，他逮捕後審訊對方，對方卻瞪眼昂首，盤問後才知道賊人是朱大典屬下的旗牌吏，他大怒說：「巡道旗牌吏可以當賊乎嗎！」杖打後執送朱大典官署。
其後荊爾植官至兵部職方司主事。

## 引用
1. ↑  康熙《平陽府志·卷二十三·人物中》：荊爾植 ，字砥瀾，進士，滕縣知縣。……
2. 1 2  民國《臨晉縣志·卷九·鄉賢錄上》：荊爾植，養喬子，以進士厯官主事。初令滕縣，時劇賊張鳳翼剽劫鄉里，植捕之逮問，賊睅目昂首若負固者，鞫之則巡道朱大典旗牌吏也。植怒曰：「巡道旗牌吏可作賊乎！」撻之械送大典。 舊志
3. ↑  乾隆《蒲州府志·卷八·選舉上》：天啟丁卯（舉人）……荊爾植 見進士